# روجر ساساماجور
روجر ساساماجور (بالإسبانية: Roger Casamajor)‏ هو ممثل إسباني، ولد في 17 ديسمبر 1976 بلا سيو دي أورغل في إسبانيا.

## أعمال

### أفلام
- (2006) متاهة بان[3]

## وصلات خارجية
- روجر ساساماجور على موقع IMDb (الإنجليزية)
- روجر ساساماجور على موقع روتن توميتوز (الإنجليزية)
- روجر ساساماجور على موقع ألو سيني (الفرنسية)
- روجر ساساماجور على موقع أول موفي (الإنجليزية)
- روجر ساساماجور على موقع قاعدة بيانات الأفلام السويدية (السويدية)
- روجر ساساماجور على موقع قاعدة بيانات الفيلم (الإنجليزية)
- روجر ساساماجور على موقع كينوبويسك (الروسية)